# Greitspitze (Samnaungruppe)
Die Greitspitze, auch Greitspitz ist ein 2870 m ü. M.; 2871 m ü. A.; auch 2872 m hoher Berg in der Samnaungruppe und liegt auf der Grenze zwischen Österreich und der Schweiz. Sie befindet sich zwischen Samnaun und Ischgl im Paznaun, inmitten des Skigebiets Silvretta Arena.
Das Gipfelkreuz befindet sich nicht direkt auf der Spitze, sondern auf österreichischer Seite auf einem Felsvorsprung entlang der Langen Wand, dem Westgrat der Greitspitz auf ~ 2825 m. Am (hier nicht abgebildeten) Gipfel selbst befinden sich Bergstationen von Skiliften.

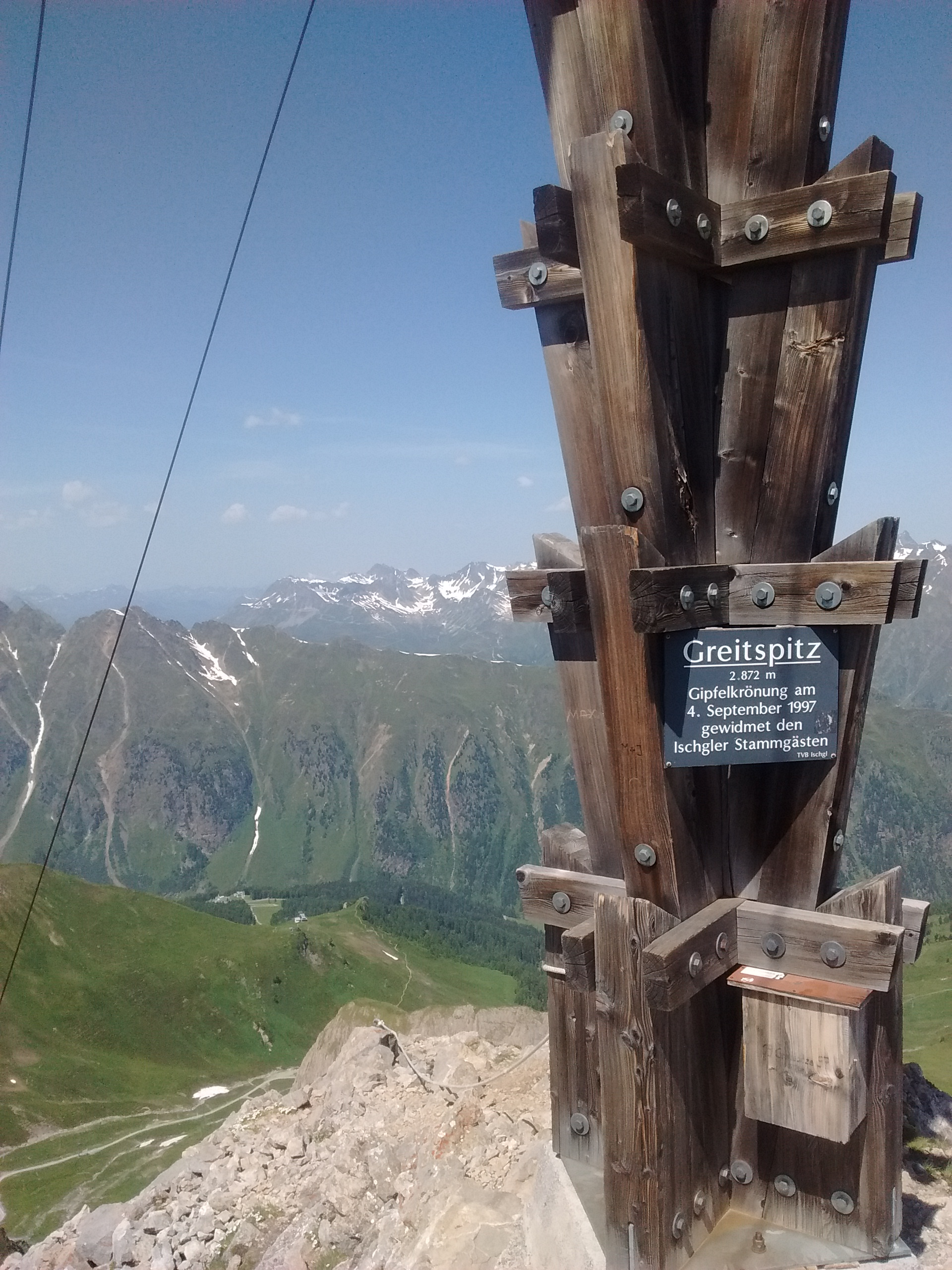
Tafel am Gipfelkreuz
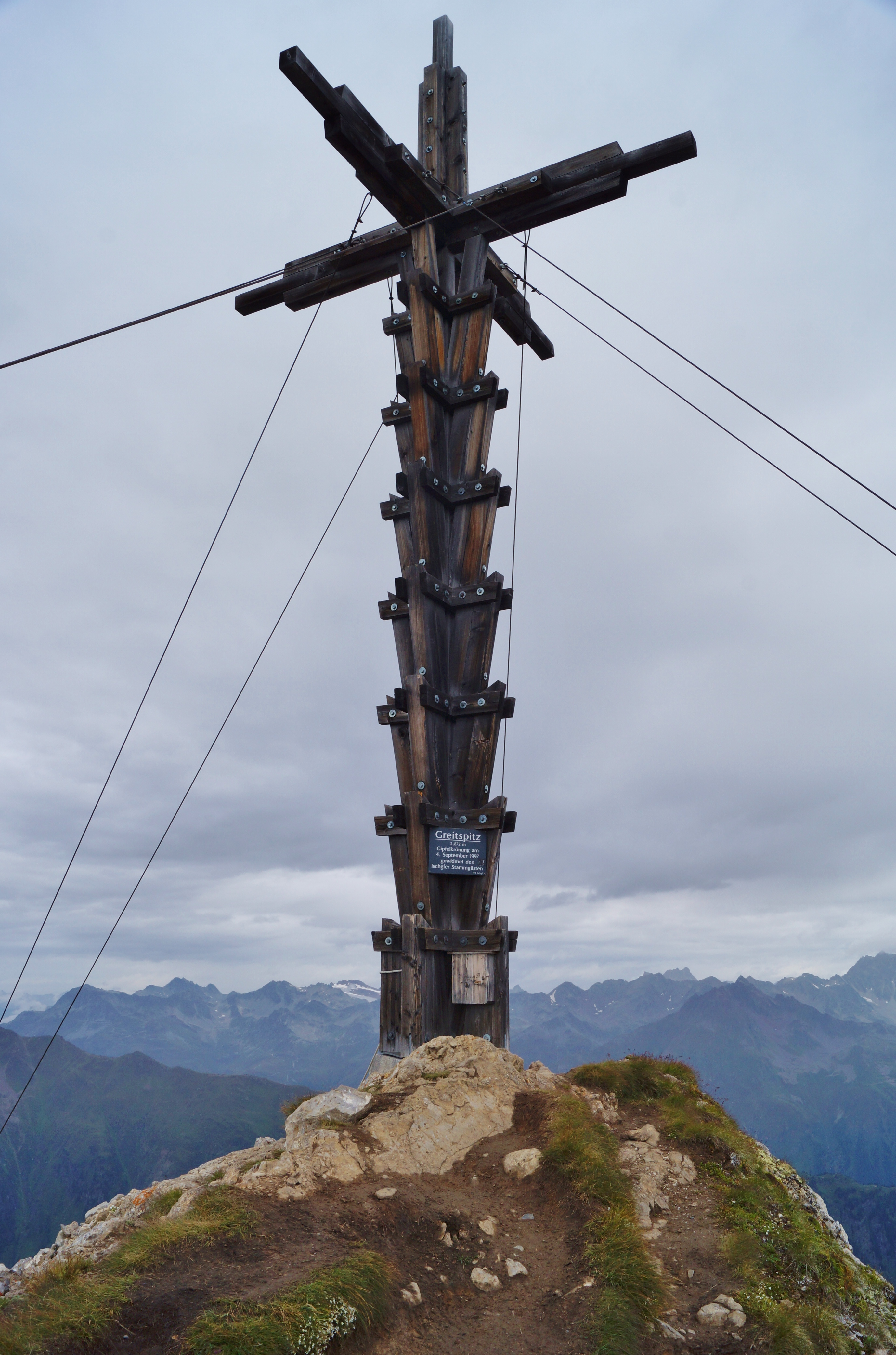
Ganzes Gipfelkreuz
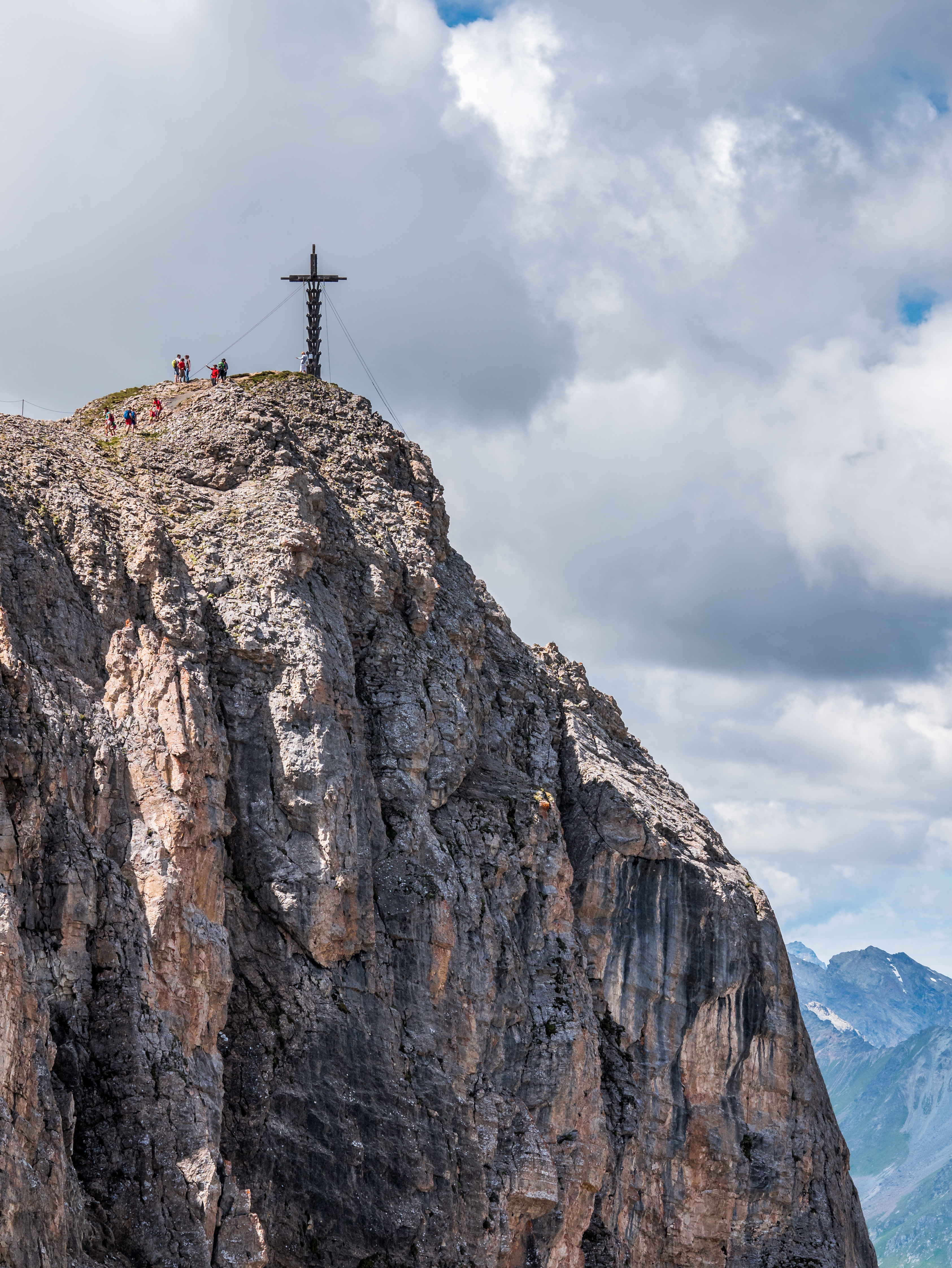
Gipfelkreuz Greitspitz mit Fimbatal im Mittelgrund.